# Clemon Johnson
Pour les articles homonymes, voir Johnson.
Clemon Johnson  est un joueur et entraîneur de basket-ball américain né le 12 septembre 1956 à Monticello en Floride.

## Palmarès
- 1983 :  Champion NBA avec les 76ers de Philadelphie
- 1990 :  Vainqueur de la Coupe Saporta avec le Virtus Bologne
- 1990 :  Vainqueur de la Coupe d'Italie avec le Virtus Bologne